# Le Crès
Le Crès is een gemeente in het Franse departement Hérault in de regio Occitanie. De plaats maakt deel uit van het arrondissement Montpellier. Le Crès telde op 1 januari 2022 9.267 inwoners.

## Geografie
De oppervlakte van Le Crès bedroeg op 1 januari 2022 5,84 vierkante kilometer; de bevolkingsdichtheid was toen 1.586,8 inwoners per km².

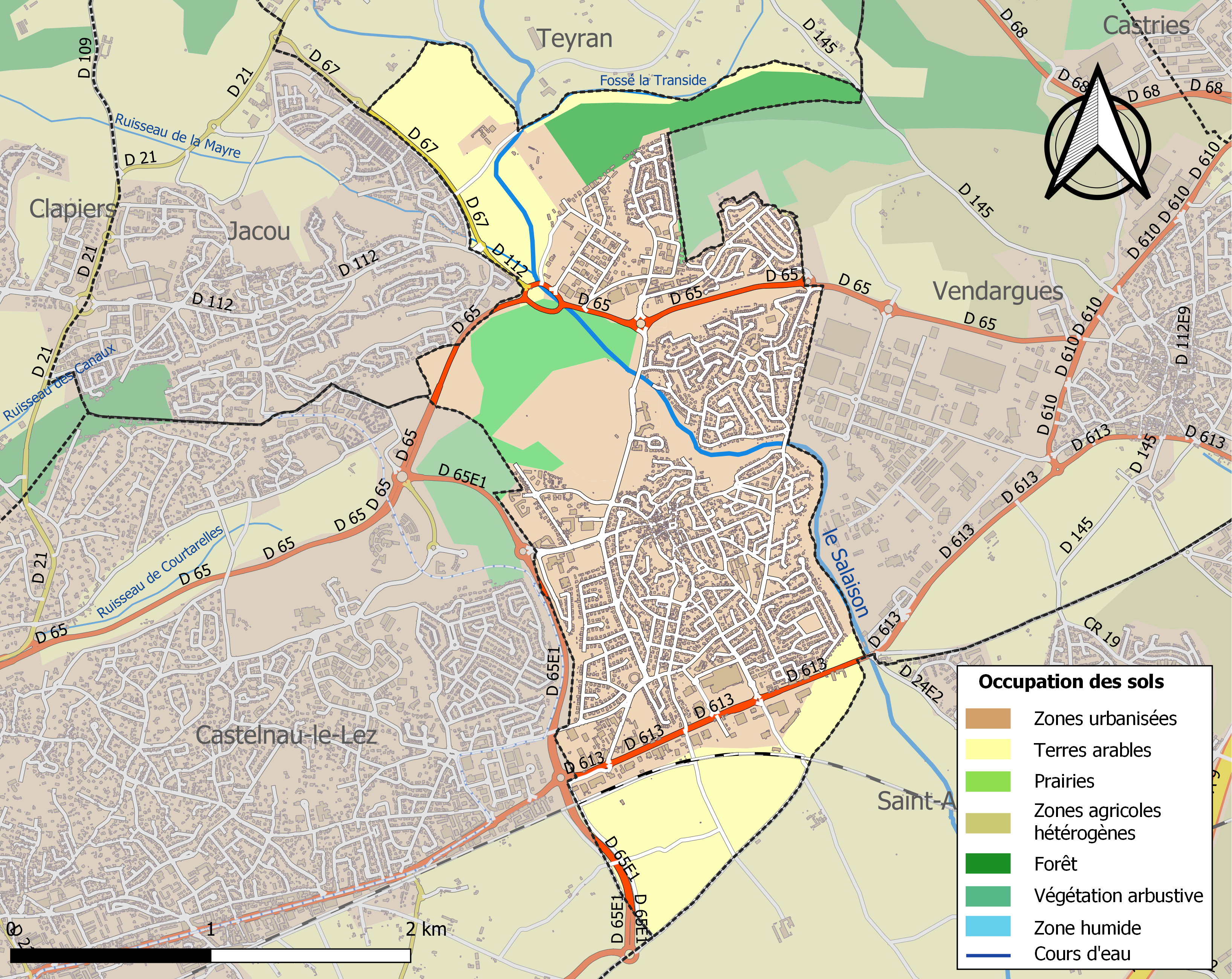
Kaart van de gemeente met belangrijkste infrastructuur, bodemgebruik en omliggende gemeenten

## Demografie
Onderstaande figuur toont het verloop van het inwonertal (bron: INSEE-tellingen).